# Renault Fluence Z.E.
Renault Fluence Z.E. – elektryczny samochód osobowy klasy kompaktowej produkowany pod francuską marką Renault w latach 2011 – 2014 oraz 2013 – 2020 na rynkach azjatyckich.

## Historia i opis modelu

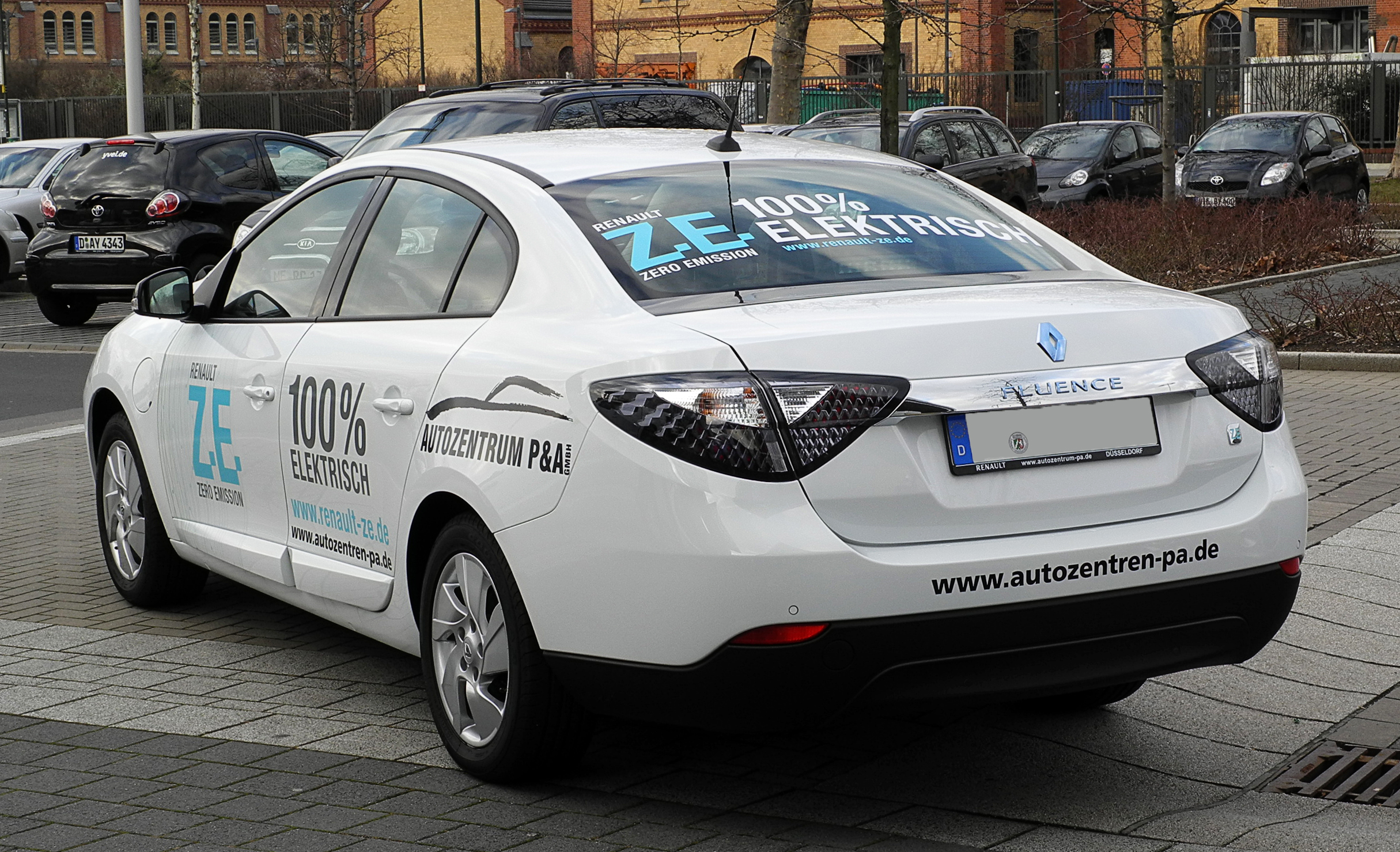
Renault Fluence Z.E. - tył

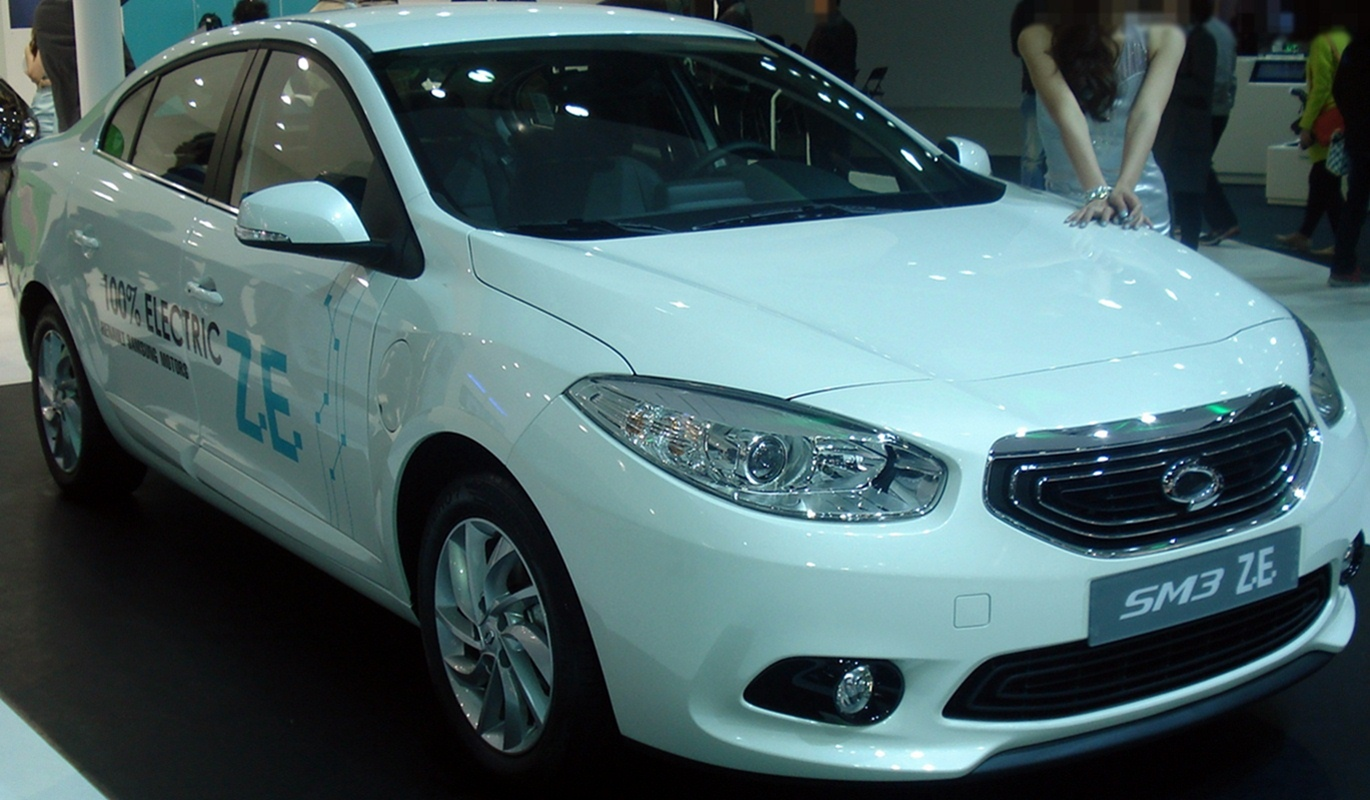
południowokoreański Samsung SM3 Z.E.

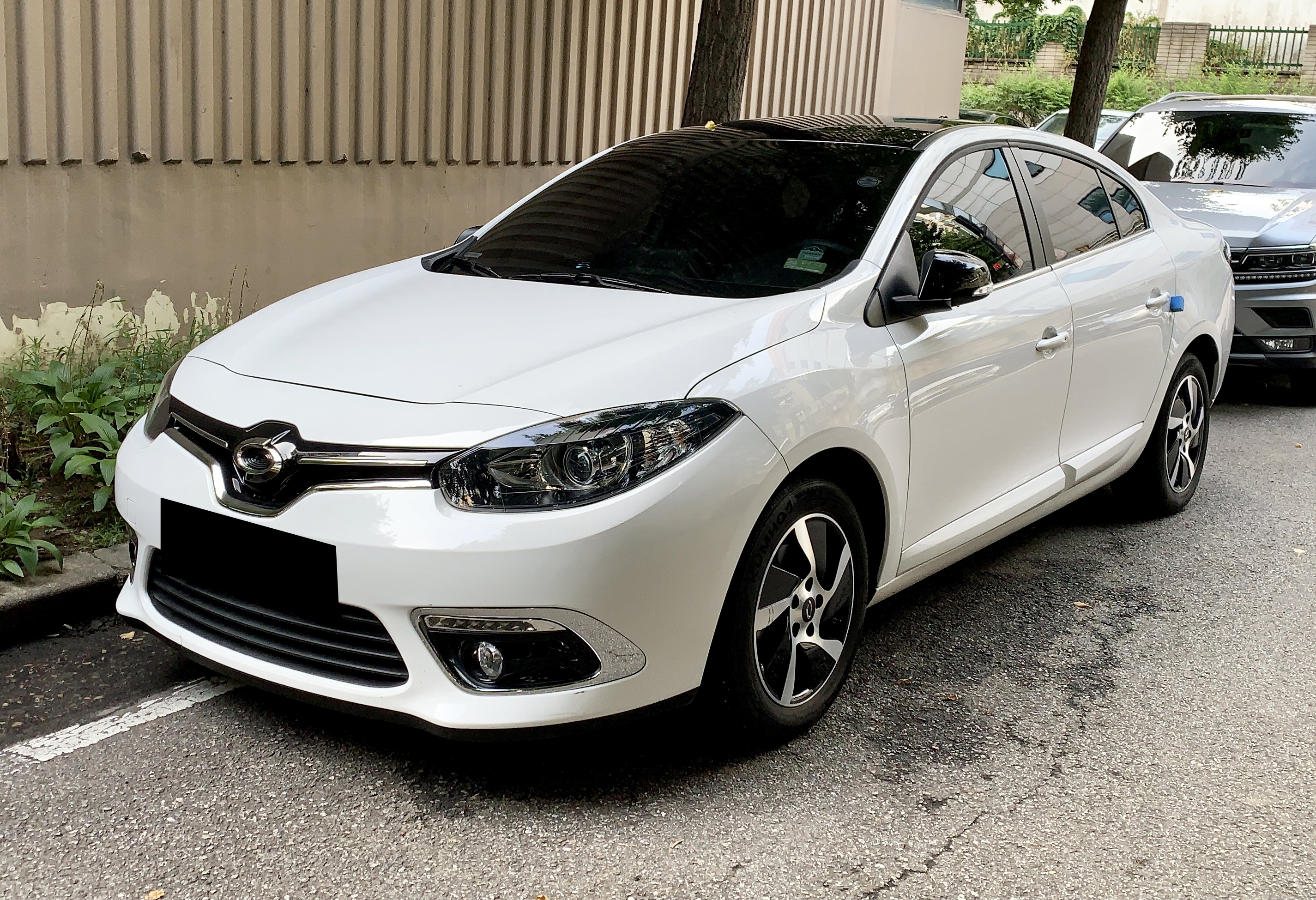
południowokoreański Samsung SM3 Z.E. po liftingu

Pojazd powstał we współpracy z kooperacją Samsungiem jako wersja elektryczna Renault Fluence. Po przedstawieniu pierwszych oficjalnych informacji w kwietniu 2010 roku, europejski debiut pojazdu odbył się podczas Międzynarodowego Salonu Samochodowego we Frankfurcie w 2010 roku. Był pierwszym na świecie samochodem wyposażonym w system szybkiej wymiany akumulatorów Quick Drop, który trwa 3 minuty. 

### Sprzedaż
W styczniu 2014 roku Renault poinformowało o przedwczesnym zakończeniu produkcji Renault Fluence Z.E. Wynikało to przede wszystkim z bardzo niskiej sprzedaży - (od 2010 roku do klientów trafiło zaledwie 3500 egzemplarzy) oraz problemów z dostawcą baterii który zbankrutował. Renault twierdziło, że byłoby w stanie poszukać nowego dostawcy, ale przy niezadowalających wynikach sprzedaży było to nieopłacalne i najmniej kosztownym rozwiązaniem jest zakończenie produkcji modelu, który miał konkurować z hybrydowymi i elektrycznymi propozycjami Japończyków i koncernu GM.
Niezależnie od rynku europejskiego, w 2013 roku rozpoczęła się produkcja i sprzedaż modelu w Korei Południowej pod lokalną marką Samsung jako Samsung SM3 Z.E., którą kontynuowano także po wycofaniu odpowiednika Renault. W 2017 roku samochód przeszedł obszerną restylizację nadwozia, pod kątem wizualnym zyskując inny pas przedni, a także zmodyfikowany układ napędowy. Dzięki większej o 57% baterii, zasięg pojazdu wzrósł do 213 kilometrów.
W 2016 roku pojazd trafił do sprzedaży także w Chinach pod lokalną marką Dongfeng jako Dongfeng Fengnuo E300, będąc wizualnie identycznym względem południowokoreańskiego odpowiednika marki Samsung.

### Dane techniczne
Europejski wariant pod marką Renault napędzany był przez silnik elektryczny: synchroniczny z uzwojeniem wzbudzenia w wirniku. Moc maksymalna: 95 KM (70 kW) przy 3 000-11 000 obr./min, maks. prędkość obr. silnika: 12 000 obr./min, maks. moment obrotowy: 226 Nm dostępny od najniższych obrotów. Masa silnika elektrycznego wynosi 160 kg. W samochodzie zastosowano hamowanie odzyskowe energii. Napęd na przednią oś i brak sprzęgła przy stałym przełożeniu.
Układ rozwija moc 95 koni mechanicznych. Litowo-jonowe akumulatory firmy AESC umieszczono za tylnymi siedzeniami. Zasięg auta na jednym ładowaniu wynosi około 170 km. Prędkość maksymalna została ograniczona elektronicznie do 135 km/h. Samochód jest przystosowany do automatycznej wymiany pakietu akumulatorów na specjalnych stacjach firmy Better Place.